# Première circonscription des Côtes-d'Armor
La première circonscription des Côtes-d'Armor est l'une des cinq circonscriptions législatives françaises que compte le département des Côtes-d'Armor situé en région Bretagne.
Jusqu'en 1990, elle est appelée première circonscription des Côtes-du-Nord.

## La circonscription de 1958 à 1986

### Description géographique

Localisation de la circonscription de 1958 à 1986.

Dans le découpage électoral de 1958, la première circonscription des Côtes-du-Nord était celle de « Saint-Brieuc ».
Elle était composée des cantons suivants :
- Canton d'Étables
- Canton de Lamballe
- Canton de Pléneuf
- Canton de Plœuc
- Canton de Quintin
- Canton de Saint-Brieuc-Nord
- Canton de Saint-Brieuc-Sud.

### Historique des députations
| Législature | Début de mandat | Fin de mandat  | Député            | Parti politique   | Observations |
| ----------- | --------------- | -------------- | ----------------- | ----------------- | --- |
| Ire         | 9 décembre 1958 | 9 octobre 1962 | Victor Rault      | MRP               | Mandat écourté à la suite d'une dissolution parlementaire décidée par Charles de Gaulle. |
| IIe         | 6 décembre 1962 | 2 avril 1967   | Robert Richet     | UNR               | |
| IIIe        | 3 avril 1967    | 30 mai 1968    | Yves Le Foll      | PSU               | Réélu le 24 septembre 1967 lors d'une élection partielle après l'annulation de son élection par décision du Conseil constitutionnel le 12 juillet 1967. Mandat écourté à la suite d'une dissolution parlementaire décidée par Charles de Gaulle. |
| IVe         | 11 juillet 1968 | 1er avril 1973 | Arthur Charles    | Non inscrit       | |
| Ve          | 2 avril 1973    | 2 avril 1978   | Yves Le Foll      | PSU (Non inscrit) | |
| VIe         | 3 avril 1978    | 22 mai 1981    | Sébastien Couépel | UDF               | Mandat écourté à la suite d'une dissolution parlementaire décidée par François Mitterrand. |
| VIIe        | 2 juillet 1981  | 1er avril 1986 | Yves Dollo        | PS                | |
| VIIIe       | 2 avril 1986    | 14 mai 1988    | Aucun             | Aucun             | Proportionnelle par département, pas de député par circonscription Proportionnelle par département, pas de député par circonscription. Mandat écourté à la suite d'une dissolution parlementaire décidée par François Mitterrand.                |

### Historique des élections

#### Élections de 1958
| Candidat           | Candidat         | Parti          | Premier tour | Premier tour | Second tour | Second tour |  |
| Candidat           | Candidat         | Parti          | Voix         | %            | Voix        | %           |  |
| ------------------ | ---------------- | -------------- | ------------ | ------------ | ----------- | ----------- |  |
|                    | Victor Rault élu | MRP            | 16 484       | 27,39        | 30 992      | 50,98       |  |
|                    | Georges Gallais  | CNIP           | 11 252       | 18,69        | 50          | 0,08        |  |
|                    | Robert Richet    | UNR            | 10 415       | 17,3         | 7 508       | 12,35       |  |
|                    | Antoine Mazier   | UFD            | 9 981        | 16,58        | 22 245      | 36,59       |  |
|                    | Édouard Prigent  | PCF            | 8 609        | 14,3         | Retrait     | Retrait     |  |
|                    | Jean Le Garzic   | SFIO           | 3 451        | 5,73         | Retrait     | Retrait     |  |
|                    |                  |                |              |              |             |             |  |
| Inscrits           | Inscrits         | Inscrits       | 75 178       | 100,00       | 75 164      | 100,00      |  |
| Abstentions        | Abstentions      | Abstentions    | 14 200       | 18,89        | 13 544      | 18,02       |  |
| Votants            | Votants          | Votants        | 60 978       | 81,11        | 61 620      | 81,98       |  |
| Blancs et nuls     | Blancs et nuls   | Blancs et nuls | 786          | 1,29         | 825         | 1,34        |  |
| Exprimés           | Exprimés         | Exprimés       | 60 192       | 98,71        | 60 795      | 98,66       |  |
| Source : Data.gouv |                  |                |              |              |             |             |  |

Louis Duchesne-Ferchal, capitaine au long cours en retraite, était le suppléant de Victor Rault.

#### Élections de 1962
| Candidat           | Candidat             | Parti          | Premier tour | Premier tour | Second tour | Second tour |  |
| Candidat           | Candidat             | Parti          | Voix         | %            | Voix        | %           |  |
| ------------------ | -------------------- | -------------- | ------------ | ------------ | ----------- | ----------- |  |
|                    | Robert Richet élu    | UNR-UDT        | 17 220       | 32,06        | 31 492      | 51,59       |  |
|                    | Antoine Mazier       | PSU            | 15 201       | 28,3         | 29 553      | 48,41       |  |
|                    | Victor Rault sortant | MRP            | 11 436       | 21,29        | Retrait     | Retrait     |  |
|                    | Édouard Quemper      | PCF            | 6 699        | 12,47        | Retrait     | Retrait     |  |
|                    | Roger Huon           | Divers gauche  | 3 156        | 5,88         | Retrait     | Retrait     |  |
|                    |                      |                |              |              |             |             |  |
| Inscrits           | Inscrits             | Inscrits       | 76 358       | 100,00       | 76 332      | 100,00      |  |
| Abstentions        | Abstentions          | Abstentions    | 21 806       | 28,56        | 14 209      | 18,61       |  |
| Votants            | Votants              | Votants        | 54 552       | 71,44        | 62 123      | 81,39       |  |
| Blancs et nuls     | Blancs et nuls       | Blancs et nuls | 840          | 1,54         | 1 078       | 1,74        |  |
| Exprimés           | Exprimés             | Exprimés       | 53 712       | 98,46        | 61 045      | 98,26       |  |
| Source : Data.gouv |                      |                |              |              |             |             |  |

Georges Tessier, professeur, était suppléant de Robert Richet.

#### Élections de mars 1967
| Candidat           | Candidat              | Parti          | Premier tour | Premier tour | Second tour | Second tour |  |
| Candidat           | Candidat              | Parti          | Voix         | %            | Voix        | %           |  |
| ------------------ | --------------------- | -------------- | ------------ | ------------ | ----------- | ----------- |  |
|                    | Robert Richet sortant | UD-Ve          | 27 535       | 41,15        | 33 559      | 49,97       |  |
|                    | Yves Le Foll élu      | PSU            | 18 165       | 27,14        | 33 594      | 50,03       |  |
|                    | Édouard Quemper       | PCF            | 12 443       | 18,59        | Retrait     | Retrait     |  |
|                    | Guillaume Guédo       | CD (PDM)       | 8 777        | 13,12        | Retrait     | Retrait     |  |
|                    |                       |                |              |              |             |             |  |
| Inscrits           | Inscrits              | Inscrits       | 79 950       | 100,00       | 79 924      | 100,00      |  |
| Abstentions        | Abstentions           | Abstentions    | 12 166       | 15,22        | 11 610      | 14,53       |  |
| Votants            | Votants               | Votants        | 67 784       | 84,78        | 68 314      | 85,47       |  |
| Blancs et nuls     | Blancs et nuls        | Blancs et nuls | 864          | 1,27         | 1 161       | 1,7         |  |
| Exprimés           | Exprimés              | Exprimés       | 66 920       | 98,73        | 67 153      | 98,3        |  |
| Source : Data.gouv |                       |                |              |              |             |             |  |

Pierre Lanoé, maire de Lamballe, était le suppléant d'Yves Le Foll.

#### Élection partielle de septembre 1967
| | Yves Le Foll sortant réélu | PSU            | 34 993 | 55,05  |  |  |  |
| | Robert Richet              | UDR            | 28 577 | 44,95  |  |  |  |
| |                            |                |        |        |  |  |  |
| Inscrits | Inscrits                   | Inscrits       | 79 285 | 100,00 |  |  |  |
| Abstentions | Abstentions                | Abstentions    | 14 307 | 18,05  |  |  |  |
| Votants | Votants                    | Votants        | 64 978 | 81,95  |  |  |  |
| Blancs et nuls | Blancs et nuls             | Blancs et nuls | 1 408  | 2,17   |  |  |  |
| Exprimés | Exprimés                   | Exprimés       | 63 570 | 97,83  |  |  |  |
| Source : France, Ministère de l'intérieur. Les Elections législatives . Métropole., la Documentation française, 1968 (lire en ligne) |                            |                |        |        |  |  |  |

#### Élections de 1968
| Candidat           | Candidat             | Parti                     | Premier tour | Premier tour | Second tour | Second tour |  |
| Candidat           | Candidat             | Parti                     | Voix         | %            | Voix        | %           |  |
| ------------------ | -------------------- | ------------------------- | ------------ | ------------ | ----------- | ----------- |  |
|                    | Arthur Charles élu   | Divers droite (Gaulliste) | 31 963       | 47,65        | 37 106      | 54,6        |  |
|                    | Yves Le Foll sortant | PSU                       | 20 236       | 30,17        | 30 849      | 45,4        |  |
|                    | Édouard Quemper      | PCF                       | 10 027       | 14,95        | Retrait     | Retrait     |  |
|                    | Émile Boutbien       | Divers gauche             | 3 714        | 5,54         |             |             |  |
|                    | André Laithier       | FGDS (SFIO)               | 1 133        | 1,69         |             |             |  |
|                    |                      |                           |              |              |             |             |  |
| Inscrits           | Inscrits             | Inscrits                  | 80 057       | 100,00       | 80 016      | 100,00      |  |
| Abstentions        | Abstentions          | Abstentions               | 12 151       | 15,18        | 11 086      | 13,85       |  |
| Votants            | Votants              | Votants                   | 67 906       | 84,82        | 68 930      | 86,15       |  |
| Blancs et nuls     | Blancs et nuls       | Blancs et nuls            | 833          | 1,23         | 975         | 1,41        |  |
| Exprimés           | Exprimés             | Exprimés                  | 67 073       | 98,77        | 67 955      | 98,59       |  |
| Source : Data.gouv |                      |                           |              |              |             |             |  |

Paul Lavollée, commerçant à Saint-Brieuc, était le suppléant d'Arthur Charles.

#### Élections de 1973
| Candidat           | Candidat               | Parti          | Premier tour | Premier tour | Second tour | Second tour |  |
| Candidat           | Candidat               | Parti          | Voix         | %            | Voix        | %           |  |
| ------------------ | ---------------------- | -------------- | ------------ | ------------ | ----------- | ----------- |  |
|                    | Arthur Charles sortant | UDR (URP)      | 30 741       | 42,61        | 36 850      | 49,95       |  |
|                    | Yves Le Foll élu       | PSU            | 19 017       | 26,36        | 36 917      | 50,05       |  |
|                    | Édouard Quemper        | PCF            | 15 841       | 21,96        | Retrait     | Retrait     |  |
|                    | Michel Requiem         | PS (UGSD)      | 3 792        | 5,25         |             |             |  |
|                    | Gervais Gautier        | SAV            | 2 274        | 3,15         |             |             |  |
|                    | Édouard Renard         | LC             | 465          | 0,63         |             |             |  |
|                    |                        |                |              |              |             |             |  |
| Inscrits           | Inscrits               | Inscrits       | 87 826       | 100,00       | 87 787      | 100,00      |  |
| Abstentions        | Abstentions            | Abstentions    | 13 885       | 15,81        | 12 531      | 14,27       |  |
| Votants            | Votants                | Votants        | 73 941       | 84,19        | 75 256      | 85,73       |  |
| Blancs et nuls     | Blancs et nuls         | Blancs et nuls | 1 811        | 2,45         | 1 489       | 1,98        |  |
| Exprimés           | Exprimés               | Exprimés       | 72 130       | 97,55        | 73 767      | 98,02       |  |
| Source : Data.gouv |                        |                |              |              |             |             |  |

Eugène Guéno, cultivateur, maire de Langueux était suppléant d'Yves Le Foll.

#### Élections de 1978
| Candidat           | Candidat              | Parti          | Premier tour | Premier tour | Second tour | Second tour |  |
| Candidat           | Candidat              | Parti          | Voix         | %            | Voix        | %           |  |
| ------------------ | --------------------- | -------------- | ------------ | ------------ | ----------- | ----------- |  |
|                    | Sébastien Couëpel élu | UDF (CDS) ,    | 22 650       | 25,81        | 46 749      | 52,28       |  |
|                    | Édouard Quemper       | PCF            | 22 250       | 25,35        | 42 677      | 47,72       |  |
|                    | Yves Dollo            | PS             | 20 716       | 23,60        | Retrait     | Retrait     |  |
|                    | Jean Tassel           | RPR            | 16 858       | 19,21        | Retrait     | Retrait     |  |
|                    | Josette Grimaud       | LO             | 1 086        | 1,24         |             |             |  |
|                    | Jacques Desmoulins    | PSU (FAB)      | 1 222        | 1,39         |             |             |  |
|                    | Daniel Le Goff        | PFN            | 997          | 1,13         |             |             |  |
|                    | Yvon Guerveno         | UDB            | 912          | 1,04         |             |             |  |
|                    | Édouard Renard        | LCR            | 639          | 0,73         |             |             |  |
|                    | Michel Le Meur        | UOPDP          | 437          | 0,50         |             |             |  |
|                    |                       |                |              |              |             |             |  |
| Inscrits           | Inscrits              | Inscrits       | 102 682      | 100,00       | 102 749     | 100,00      |  |
| Abstentions        | Abstentions           | Abstentions    | 13 561       | 13,21        | 10 951      | 10,66       |  |
| Votants            | Votants               | Votants        | 89 121       | 86,79        | 91 798      | 89,34       |  |
| Blancs et nuls     | Blancs et nuls        | Blancs et nuls | 1 354        | 1,52         | 2 372       | 2,58        |  |
| Exprimés           | Exprimés              | Exprimés       | 87 767       | 98,48        | 89 426      | 97,42       |  |
| Source : Data.gouv |                       |                |              |              |             |             |  |

Pierre Écobichon, chef d'établissement scolaire, était le suppléant de Sébastien Couépel.

#### Élections de 1981
| Candidat       | Candidat                  | Parti          | Premier tour | Premier tour | Second tour | Second tour |  |
| Candidat       | Candidat                  | Parti          | Voix         | %            | Voix        | %           |  |
| -------------- | ------------------------- | -------------- | ------------ | ------------ | ----------- | ----------- |  |
|                | Sébastien Couëpel sortant | UDF (CDS)      | 33 130       | 41,09        | 37 497      | 43,61       |  |
|                | Yves Dollo élu            | PS             | 29 012       | 35,99        | 48 489      | 56,39       |  |
|                | Édouard Quemper           | PCF            | 15 618       | 19,37        | Retrait     | Retrait     |  |
|                | Jacques Galaup            | PSU            | 1 782        | 2,21         |             |             |  |
|                | Alain Le Fol              | LO             | 1 077        | 1,34         |             |             |  |
|                |                           |                |              |              |             |             |  |
| Inscrits       | Inscrits                  | Inscrits       | 107 783      | 100,00       | 107 655     | 100,00      |  |
| Abstentions    | Abstentions               | Abstentions    | 26 313       | 24,41        | 20 317      | 18,87       |  |
| Votants        | Votants                   | Votants        | 81 470       | 75,59        | 87 338      | 81,13       |  |
| Blancs et nuls | Blancs et nuls            | Blancs et nuls | 851          | 1,04         | 1 352       | 1,55        |  |
| Exprimés       | Exprimés                  | Exprimés       | 80 619       | 98,96        | 85 986      | 98,45       |  |

Anne-Marie Caradec, conseillère municipale de Ploufragan, était la suppléante d'Yves Dollo.

## La circonscription depuis 1986

### Description géographique et démographique

Localisation de la circonscription depuis 1986.

Dans le découpage électoral de la loi no 86-1197 du 24 novembre 1986
, la circonscription regroupe les cantons suivants :
- Canton de Châtelaudren
- Canton de Langueux
- Canton de Plérin
- Canton de Ploufragan
- Canton de Saint-Brieuc-Nord
- Canton de Saint-Brieuc-Ouest
- Canton de Saint-Brieuc-Sud.

D'après le recensement général de la population en 1999, réalisé par l'Institut national de la statistique et des études économiques (INSEE), la population totale de cette circonscription est estimée à 114 195 habitants,.
Le découpage de la circonscription n'a pas été modifié par le redécoupage des circonscriptions législatives françaises de 2010

### Historique des députations
| Législature | Début de mandat | Fin de mandat  | Député             | Parti politique | Observations                                                                           |
| ----------- | --------------- | -------------- | ------------------ | --------------- | -------------------------------------------------------------------------------------- |
| IXe         | 23 juin 1988    | 1er avril 1993 | Yves Dollo,        | PS,             |                                                                                        |
| Xe          | 2 avril 1993    | 21 avril 1997  | Christian Daniel,  | RPR,            | Mandat écourté à la suite d'une dissolution parlementaire décidée par Jacques Chirac.  |
| XIe         | 12 juin 1997    | 18 juin 2002   | Danielle Bousquet  | PS              |                                                                                        |
| XIIe        | 19 juin 2002    | 19 juin 2007   | Danielle Bousquet, | PS,             |                                                                                        |
| XIIIe       | 20 juin 2007    | 19 juin 2012   | Danielle Bousquet, | PS,             |                                                                                        |
| XIVe        | 20 juin 2012    | 20 juin 2017   | Michel Lesage      | PS              |                                                                                        |
| XVe         | 21 juin 2017    | 21 juin 2022   | Bruno Joncour      | MoDem           |                                                                                        |
| XVIe        | 22 juin 2022    | 9 juin 2024    | Mickaël Cosson     | MoDem-Ensemble  | Mandat écourté à la suite d'une dissolution parlementaire décidée par Emmanuel Macron. |

### Historique des élections

#### Élections de 1988
| Candidat       | Candidat          | Parti          | Premier tour | Premier tour | Second tour | Second tour |  |
| Candidat       | Candidat          | Parti          | Voix         | %            | Voix        | %           |  |
| -------------- | ----------------- | -------------- | ------------ | ------------ | ----------- | ----------- |  |
|                | Yves Dollo élu    | PS             | 21 093       | 41,48        | 31 860      | 58,30       |  |
|                | Bruno Joncour     | UDF (PR) (URC) | 13 669       | 26,88        | 22 781      | 41,69       |  |
|                | Édouard Quemper   | PCF            | 8 581        | 16,87        |             |             |  |
|                | Jean-Pierre Morin | Divers droite  | 5 059        | 9,95         |             |             |  |
|                | André Bourges     | FN             | 2 439        | 4,79         |             |             |  |
|                |                   |                |              |              |             |             |  |
| Inscrits       | Inscrits          | Inscrits       | 77 888       | 100,00       | 77 875      | 100,00      |  |
| Abstentions    | Abstentions       | Abstentions    | 25 832       | 33,17        | 21 500      | 27,61       |  |
| Votants        | Votants           | Votants        | 52 056       | 66,83        | 56 375      | 72,39       |  |
| Blancs et nuls | Blancs et nuls    | Blancs et nuls | 1 215        | 2,33         | 1 734       | 3,08        |  |
| Exprimés       | Exprimés          | Exprimés       | 50 841       | 97,67        | 54 641      | 96,92       |  |

La suppléante d'Yves Dollo était Anne-Marie Caradec, maire-adjointe de Ploufragan.

#### Élections de 1993
| Candidat              | Candidat             | Parti                      | Premier tour | Premier tour | Second tour | Second tour |  |
| Candidat              | Candidat             | Parti                      | Voix         | %            | Voix        | %           |  |
| --------------------- | -------------------- | -------------------------- | ------------ | ------------ | ----------- | ----------- |  |
|                       | Christian Daniel élu | RPR                        | 19 280       | 35,72        | 29 585      | 53,66       |  |
|                       | Yves Dollo sortant   | PS (ADFP)                  | 11 375       | 21,07        | 25 543      | 46,33       |  |
|                       | Jean Dérian          | PCF                        | 6 977        | 12,93        |             |             |  |
|                       | Jacques Mangold      | Les Verts (EÉ)             | 5 526        | 10,24        |             |             |  |
|                       | André Bourges        | FN                         | 3 811        | 7,06         |             |             |  |
|                       | Gérard Gautier       | Divers droite (Vote blanc) | 2 336        | 4,33         |             |             |  |
|                       | Éric Aulagner        | LT-LNÉ                     | 1 643        | 3,04         |             |             |  |
|                       | Martial Collet       | LO                         | 1 039        | 1,92         |             |             |  |
|                       | Lionel Lemaire       | Divers droite              | 948          | 1,76         |             |             |  |
|                       | Édouard Le Moigne    | PT                         | 679          | 1,26         |             |             |  |
|                       | Pascal Dazin         | MDR                        | 307          | 0,57         |             |             |  |
|                       | Michel Corlay        | UDB                        | 55           | 0,10         |             |             |  |
|                       |                      |                            |              |              |             |             |  |
| Inscrits              | Inscrits             | Inscrits                   | 81 427       | 100,00       | 81 414      | 100,00      |  |
| Abstentions           | Abstentions          | Abstentions                | 24 511       | 30,1         | 22 279      | 27,37       |  |
| Votants               | Votants              | Votants                    | 56 916       | 69,9         | 59 135      | 72,63       |  |
| Blancs et nuls        | Blancs et nuls       | Blancs et nuls             | 2 940        | 5,17         | 4 007       | 6,78        |  |
| Exprimés              | Exprimés             | Exprimés                   | 53 976       | 94,83        | 55 128      | 93,22       |  |
| Source : Data.gouv.fr |                      |                            |              |              |             |             |  |

Le suppléant de Christian Daniel était Christian Nicolas.

#### Élections de 1997
| Candidat                     | Candidat                 | Parti               | Premier tour | Premier tour | Second tour | Second tour |  |
| Candidat                     | Candidat                 | Parti               | Voix         | %            | Voix        | %           |  |
| ---------------------------- | ------------------------ | ------------------- | ------------ | ------------ | ----------- | ----------- |  |
|                              | Christian Daniel sortant | RPR                 | 15 570       | 29,56        | 24 157      | 42,21       |  |
|                              | Danielle Bousquet élue   | PS                  | 14 380       | 27,30        | 33 069      | 57,78       |  |
|                              | Jean Dérian              | PCF                 | 8 327        | 15,81        |             |             |  |
|                              | Raymond Blanc            | FN                  | 4 214        | 8,00         |             |             |  |
|                              | Marc Boivin              | Les Verts           | 1 820        | 3,45         |             |             |  |
|                              | Martial Collet           | LO                  | 1 441        | 2,73         |             |             |  |
|                              | Patrice Audoux           | GÉ                  | 1 373        | 2,60         |             |             |  |
|                              | Robert Pédron            | UDB                 | 1 161        | 2,20         |             |             |  |
|                              | Yannick Michel           | LDI (MPF)           | 1 034        | 1,96         |             |             |  |
|                              | Maryse Paraire           | MDC                 | 972          | 1,84         |             |             |  |
|                              | Philippe Maillet         | Divers écologiste   | 857          | 1,62         |             |             |  |
|                              | Christine Cosson         | LCR                 | 611          | 1,16         |             |             |  |
|                              | Hervé Denis              | Extrême gauche (PT) | 360          | 0,68         |             |             |  |
|                              | Lionel Lemaire           | Divers droite       | 210          | 0,39         |             |             |  |
|                              | Rolland Allain           | Divers gauche       | 176          | 0,33         |             |             |  |
|                              | Pascal Dazin             | MDR                 | 152          | 0,28         |             |             |  |
|                              |                          |                     |              |              |             |             |  |
| Inscrits                     | Inscrits                 | Inscrits            | 80 954       | 100,00       | 80 945      | 100,00      |  |
| Abstentions                  | Abstentions              | Abstentions         | 25 703       | 31,75        | 20 840      | 25,75       |  |
| Votants                      | Votants                  | Votants             | 55 251       | 68,25        | 60 105      | 74,25       |  |
| Blancs et nuls               | Blancs et nuls           | Blancs et nuls      | 2 593        | 4,69         | 2 879       | 4,79        |  |
| Exprimés                     | Exprimés                 | Exprimés            | 52 658       | 95,31        | 57 226      | 95,21       |  |
| Source : Assemblée nationale |                          |                     |              |              |             |             |  |

Le suppléant de Danielle Bousquet était Michel Lesage, économiste, maire de Langueux, conseiller général du canton de Langueux.

#### Élections de 2002
| Candidat       | Candidat                          | Parti            | Premier tour | Premier tour | Second tour | Second tour |  |
| Candidat       | Candidat                          | Parti            | Voix         | %            | Voix        | %           |  |
| -------------- | --------------------------------- | ---------------- | ------------ | ------------ | ----------- | ----------- |  |
|                | Danielle Bousquet sortante réélue | PS               | 19 519       | 34,98        | 29 804      | 55,02       |  |
|                | Mireille Dubois                   | UMP              | 14 126       | 25,32        | 24 369      | 44,98       |  |
|                | Yves Le Faucheur                  | UDF              | 7 235        | 12,97        |             |             |  |
|                | Jeannine Tardivel                 | PCF              | 4 244        | 7,61         |             |             |  |
|                | Tiephaine Marçais                 | FN               | 2 910        | 5,22         |             |             |  |
|                | André Ollivro                     | Les Verts        | 2 582        | 4,63         |             |             |  |
|                | Édouard Renard                    | LCR              | 1 270        | 2,28         |             |             |  |
|                | Maryse Paraire                    | Pôle républicain | 861          | 1,54         |             |             |  |
|                | Robert Pédron                     | UDB              | 852          | 1,53         |             |             |  |
|                | Alain Le Fol                      | LO               | 800          | 1,43         |             |             |  |
|                | Christine Masse                   | MPF              | 426          | 0,76         |             |             |  |
|                | Alice Cherbonnel                  | GÉ               | 406          | 0,73         |             |             |  |
|                | Jean-Claude Le Cerf               | MNR              | 370          | 0,66         |             |             |  |
|                | Patrick Gauthier                  | PT               | 193          | 0,35         |             |             |  |
|                |                                   |                  |              |              |             |             |  |
| Inscrits       | Inscrits                          | Inscrits         | 83 820       | 100,00       | 83 801      | 100,00      |  |
| Abstentions    | Abstentions                       | Abstentions      | 27 008       | 32,22        | 27 787      | 33,16       |  |
| Votants        | Votants                           | Votants          | 56 812       | 67,78        | 56 014      | 66,84       |  |
| Blancs et nuls | Blancs et nuls                    | Blancs et nuls   | 1 018        | 1,79         | 1 841       | 3,29        |  |
| Exprimés       | Exprimés                          | Exprimés         | 55 794       | 98,21        | 54 173      | 96,71       |  |

Le suppléant de Danielle Bousquet était Michel Lesage.

#### Élections de 2007
| Candidat       | Candidat                          | Parti          | Premier tour | Premier tour | Second tour | Second tour |  |
| Candidat       | Candidat                          | Parti          | Voix         | %            | Voix        | %           |  |
| -------------- | --------------------------------- | -------------- | ------------ | ------------ | ----------- | ----------- |  |
|                | Danielle Bousquet sortante réélue | PS             | 22 134       | 39,86        | 32 606      | 57,72       |  |
|                | Alain Cadec                       | UMP            | 19 961       | 35,95        | 23 880      | 42,28       |  |
|                | Jean-Guy Le Bère                  | PCF            | 2 981        | 5,37         |             |             |  |
|                | Marc Boivin                       | Les Verts      | 2 500        | 4,5          |             |             |  |
|                | Samuel Burlot                     | LCR            | 2 115        | 3,81         |             |             |  |
|                | Kingsley Okunmwendia              | Divers droite  | 1 449        | 2,61         |             |             |  |
|                | Jean-Claude Bourva                | FN             | 1 310        | 2,36         |             |             |  |
|                | Pierre-Yves Lopin                 | MPF            | 1 157        | 2,08         |             |             |  |
|                | Alice Cherbonnel                  | GÉ             | 1 050        | 1,89         |             |             |  |
|                | Alain Le Fol                      | LO             | 616          | 1,11         |             |             |  |
|                | Sylvie Furlan                     | PT             | 258          | 0,46         |             |             |  |
|                |                                   |                |              |              |             |             |  |
| Inscrits       | Inscrits                          | Inscrits       | 88 612       | 100,00       | 88 480      | 100,00      |  |
| Abstentions    | Abstentions                       | Abstentions    | 31 866       | 35,96        | 30 561      | 34,54       |  |
| Votants        | Votants                           | Votants        | 56 746       | 64,04        | 57 919      | 65,46       |  |
| Blancs et nuls | Blancs et nuls                    | Blancs et nuls | 1 215        | 2,14         | 1 433       | 2,47        |  |
| Exprimés       | Exprimés                          | Exprimés       | 55 531       | 97,86        | 56 486      | 97,53       |  |

Le suppléant de Danielle Bousquet était Michel Lesage.

#### Élections de 2012
| Candidat       | Candidat               | Parti          | Premier tour | Premier tour | Second tour | Second tour |  |
| Candidat       | Candidat               | Parti          | Voix         | %            | Voix        | %           |  |
| -------------- | ---------------------- | -------------- | ------------ | ------------ | ----------- | ----------- |  |
|                | Michel Lesage élu      | PS             | 24 922       | 46,69        | 33 417      | 65,86       |  |
|                | Sylvie Grondin         | UMP            | 13 434       | 25,17        | 17 321      | 34,14       |  |
|                | Jean-François Philippe | FG (PCF)       | 5 043        | 9,44         |             |             |  |
|                | Céline Lelaumier       | RBM (FN)       | 4 599        | 8,62         |             |             |  |
|                | Thierry Stiefvater     | UDB            | 3 024        | 5,66         |             |             |  |
|                | Samuel Burlot          | NPA            | 767          | 1,44         |             |             |  |
|                | Yamina El Harouat      | NC             | 647          | 1,21         |             |             |  |
|                | Alain Le Fol           | LO             | 444          | 0,83         |             |             |  |
|                | Hervé Denis            | POI            | 259          | 0,49         |             |             |  |
|                | Julien Petit           | S&P            | 246          | 0,46         |             |             |  |
|                |                        |                |              |              |             |             |  |
| Inscrits       | Inscrits               | Inscrits       | 89 082       | 100,00       | 89 033      | 100,00      |  |
| Abstentions    | Abstentions            | Abstentions    | 34 656       | 38,9         | 36 291      | 40,76       |  |
| Votants        | Votants                | Votants        | 54 426       | 61,1         | 52 742      | 59,24       |  |
| Blancs et nuls | Blancs et nuls         | Blancs et nuls | 1 041        | 1,91         | 2 004       | 3,8         |  |
| Exprimés       | Exprimés               | Exprimés       | 53 385       | 98,09        | 50 738      | 96,2        |  |

#### Élections de 2017
|                                                                                |                                                                             |                           |                           |                          |                          |
|                                                                                |                                                                             | Premier tour 11 juin 2017 | Premier tour 11 juin 2017 | Second tour 18 juin 2017 | Second tour 18 juin 2017 |
|                                                                                |                                                                             |                           |                           |                          |                          |
|                                                                                |                                                                             | Nombre                    | % des inscrits            | Nombre                   | % des inscrits           |
| Inscrits                                                                       | Inscrits                                                                    | 89 817                    | 100,00                    | 89 815                   | 100,00                   |
| Abstentions                                                                    | Abstentions                                                                 | 40 261                    | 44,83                     | 48 150                   | 53,61                    |
| Votants                                                                        | Votants                                                                     | 49 556                    | 55,17                     | 41 665                   | 46,39                    |
|                                                                                |                                                                             |                           | % des votants             |                          | % des votants            |
| Bulletins blancs                                                               | Bulletins blancs                                                            | 790                       | 1,59                      | 3 034                    | 7,28                     |
| Bulletins nuls                                                                 | Bulletins nuls                                                              | 344                       | 0,69                      | 1 603                    | 3,85                     |
| Suffrages exprimés                                                             | Suffrages exprimés                                                          | 48 422                    | 97,71                     | 37 028                   | 88,87                    |
|                                                                                |                                                                             |                           |                           |                          |                          |
| Candidat Étiquette politique (partis et alliances)                             | Candidat Étiquette politique (partis et alliances)                          | Voix                      | % des exprimés            | Voix                     | % des exprimés           |
|                                                                                |                                                                             |                           |                           |                          |                          |
|                                                                                | Bruno Joncour Mouvement démocrate (La République en marche)                 | 19 951                    | 41,20                     | 22 233                   | 60,04                    |
|                                                                                | Michel Lesage (député sortant) Parti socialiste                             | 6 691                     | 13,82                     | 14 795                   | 39,96                    |
|                                                                                | Marion Gorgiard La France insoumise                                         | 6 078                     | 12,55                     |                          |                          |
|                                                                                | Sylvie Grondin Les Républicains (Union des démocrates et indépendants)      | 5 379                     | 11,11                     |                          |                          |
|                                                                                | Pierre-Yves Lopin Front national                                            | 3 582                     | 7,40                      |                          |                          |
|                                                                                | Aurélien Danvert Europe Écologie Les Verts                                  | 2 578                     | 5,32                      |                          |                          |
|                                                                                | Jean-François Philippe Parti communiste français                            | 1 725                     | 3,56                      |                          |                          |
|                                                                                | Pascal Laporte Régionaliste (Oui la Bretagne - Union démocratique bretonne) | 1 062                     | 2,19                      |                          |                          |
|                                                                                | Alain Le Fol Lutte ouvrière                                                 | 435                       | 0,90                      |                          |                          |
|                                                                                | Joannic Martin Régionaliste (Mouvement 100 % - Parti breton)                | 394                       | 0,81                      |                          |                          |
|                                                                                | Gwenaëlle Gesret Divers (Union populaire républicaine)                      | 281                       | 0,58                      |                          |                          |
|                                                                                | Hervé Denis Extrême gauche (Parti ouvrier indépendant démocratique)         | 265                       | 0,55                      |                          |                          |
|                                                                                | Guillaume Ropars Divers (Parti du vote blanc)                               | 1                         | 0,00                      |                          |                          |
| Source : Ministère de l'Intérieur - Première circonscription des Côtes-d'Armor |                                                                             |                           |                           |                          |                          |

La suppléante de Bruno Joncour était Héloïse Casas, LREM, stagiaire à la Commission Européenne, de Trégueux.

#### Élections de 2022
| Candidat                 | Candidat                 | Parti et coalition       | Nuance                   | Premier tour | Premier tour | Second tour | Second tour |
| Candidat                 | Candidat                 | Parti et coalition       | Nuance                   | Voix         | %            | Voix        | %           |
| ------------------------ | ------------------------ | ------------------------ | ------------------------ | ------------ | ------------ | ----------- | ----------- |
|                          | Marion Gorgiard          | LFI (NUPES)              | NUP                      | 13 092       | 27,49        | 22 328      | 47,31       |
|                          | Mickaël Cosson           | MoDem (ENS)              | ENS                      | 11 817       | 24,81        | 24 865      | 52,69       |
|                          | Françoise Billaud        | RN                       | RN                       | 5 904        | 12,40        |             |             |
|                          | Loïk Raoult              | ex PS                    | DVG                      | 4 689        | 9,84         |             |             |
|                          | Thierry Simelière        | Horizons diss.           | DVC                      | 3 502        | 7,35         |             |             |
|                          | Stéphane Briend          | SE                       | DVD                      | 3 047        | 6,40         |             |             |
|                          | Pierre-Yves Thomas       | REC                      | REC                      | 1 215        | 2,55         |             |             |
|                          | Romain Faligot           | SE                       | DVD                      | 1 197        | 2,51         |             |             |
|                          | Fanny Darras             | UDB (RPS)                | REG                      | 786          | 1,65         |             |             |
|                          | Nathalie Sergenton       | PA                       | ECO                      | 684          | 1,44         |             |             |
|                          | Alain Le Fol             | LO                       | DXG                      | 504          | 1,06         |             |             |
|                          | Yvan Lamy                | LP (UPF)                 | DSV                      | 468          | 0,98         |             |             |
|                          | Morgane Pouillard        | POID                     | DXG                      | 363          | 0,76         |             |             |
|                          | Joannic Martin           | PB                       | REG                      | 363          | 0,76         |             |             |
|                          |                          |                          |                          |              |              |             |             |
| Votes valides            | Votes valides            | Votes valides            | Votes valides            | 47 631       | 97,69        | 45 888      | 93,50       |
| Votes blancs             | Votes blancs             | Votes blancs             | Votes blancs             | 795          | 1,63         | 2 185       | 4,45        |
| Votes nuls               | Votes nuls               | Votes nuls               | Votes nuls               | 333          | 0,68         | 1 004       | 2,05        |
| Total                    | Total                    | Total                    | Total                    | 48 759       | 100          | 49 077      | 100         |
| Abstention               | Abstention               | Abstention               | Abstention               | 43 151       | 46,95        | 42 841      | 46,61       |
| Inscrits / participation | Inscrits / participation | Inscrits / participation | Inscrits / participation | 91 910       | 53,05        | 91 918      | 53,39       |

La suppléante de Mickaël Cosson était Jeanne-Noëlle Lamour, gérante, première adjointe au maire de Plélo.

#### Élections de 2024
- Député sortant : Mickaël Cosson (Mouvement démocrate)

| Candidat                 | Candidat                 | Parti et coalition       | Nuance                   | Premier tour | Premier tour | Second tour | Second tour |
| Candidat                 | Candidat                 | Parti et coalition       | Nuance                   | Voix         | %            | Voix        | %           |
| ------------------------ | ------------------------ | ------------------------ | ------------------------ | ------------ | ------------ | ----------- | ----------- |
|                          | Mickaël Cosson           | MoDem (ENS)              | ENS                      | 21 614       | 32,96        | 27 186      | 41,15       |
|                          | Marion Gorgiard          | LFI (NFP)                | UG                       | 19 926       | 30,38        | 20 845      | 31,78       |
|                          | Françoise Billaud        | RN                       | RN                       | 16 888       | 25,75        | 17 560      | 26,77       |
|                          | Bernard Croguennec       | LR (UDC)                 | LR                       | 3 635        | 5,54         |             |             |
|                          | Aourell Danjou           | LÉA (RAS)                | ECO                      | 1 806        | 2,75         |             |             |
|                          | Alain Le Fol             | LO                       | EXG                      | 671          | 1,02         |             |             |
|                          | Virgine Mattasoglio      | PB (PU)                  | DVC                      | 552          | 0,84         |             |             |
|                          | Hervé Denis              | PT                       | EXG                      | 488          | 0,74         |             |             |
|                          |                          |                          |                          |              |              |             |             |
| Votes valides            | Votes valides            | Votes valides            | Votes valides            | 65 580       | 97,51        | 65 591      | 97,16       |
| Votes blancs             | Votes blancs             | Votes blancs             | Votes blancs             | 1 142        | 1,70         | 1 404       | 2,08        |
| Votes nuls               | Votes nuls               | Votes nuls               | Votes nuls               | 535          | 0,80         | 516         | 0,76        |
| Total                    | Total                    | Total                    | Total                    | 67 257       | 100          | 67 511      | 100         |
| Abstention               | Abstention               | Abstention               | Abstention               | 23 382       | 25,80        | 23 131      | 25,52       |
| Inscrits / participation | Inscrits / participation | Inscrits / participation | Inscrits / participation | 90 639       | 74,20        | 90 642      | 74,48       |

La suppléante de Mickaël Cosson est Jeanne-Noëlle Lamour.

#### Département des Côtes-d'Armor
- La fiche de l'INSEE de cette circonscription : « Tableaux et Analyses de la première circonscription des Côtes-d'Armor », sur insee.fr, site de l'Institut national de la statistique et des études économiques (consulté le 10 juin 2007) [PDF]
- « Tous les députés du département des Côtes-d'Armor depuis 1789 », sur assemblee-nationale.fr, site de l'Assemblée nationale française (consulté le 10 juin 2007)
- « Informations contentieuses sur le département des Côtes-d'Armor (Élections législatives de 2002) »(Archive.org • Wikiwix • Archive.is • Google • Que faire ?), sur conseil-constitutionnel.fr, site du Conseil constitutionnel (consulté le 13 juin 2007)

#### Circonscriptions en France
- « Carte des circonscriptions législatives en France », sur assemblee-nationale.fr, site de l'Assemblée nationale française (consulté le 20 juin 2007)
- « Résultats électoraux officiels en France »(Archive.org • Wikiwix • Archive.is • Google • Que faire ?), sur interieur.gouv.fr, site du ministère de l'Intérieur (France) (consulté le 13 juin 2007)
- Description et Atlas des circonscriptions électorales de France sur http://www.atlaspol.com, Atlaspol, site de cartographie géopolitique, consulté le 13 juin 2007.